# Teufelsloch-Kaltenwang
Das Naturschutzgebiet Teufelsloch-Kaltenwang liegt auf dem Gebiet der Gemeinden Bad Boll und Gruibingen im Landkreis Göppingen in Baden-Württemberg.
Das Gebiet erstreckt sich südöstlich von Bad Boll-Eckwälden, einem Ortsteil von Bad Boll. Südwestlich verläuft die A 8, durch das Gebiet hindurch fließt der Teufelsklingenbach genannte oberste Laufabschnitt des Butzbach-Gesamtstrangs.

## Bedeutung
Das 121,7 ha große Gebiet ist seit dem 8. April 1993 unter der NSG-Nr. 1.193 als Naturschutzgebiet ausgewiesen. Es handelt sich um ein „urtümliches Schluchtensystem im Unteren Braunen Jura mit geologischen Aufschlüssen, naturnahen Laubwäldern, Wiesenauen, Bächen, Felsen, Feuchtgebieten und Quellen mit typischer Pflanzen- und Tierwelt.“ Es ist „Rückzugsgebiet vieler bedrohter Arten und z. T. Bannwald.“